# Accent.Jobs-Wanty/2013
Deze pagina geeft een overzicht van de Accent.Jobs-Wanty-wielerploeg in 2013. Het team komt uit op het procontinentale niveau.

## Algemeen
Sponsors: Accent.Jobs, Willems Veranda's
Management: Jean-François Bourlart en Thierry Eeckman
Ploegleiders: Steven De Neef, Sébastien Demarbaix, Thierry Marichal, Jean-Marc Rossignon
Fietsmerk: Zannata

## Renners
| Naam                | Geboortedatum | Nationaliteit | Ploeg 2012                    |
| ------------------- | ------------- | ------------- | ----------------------------- |
| Steven Caethoven    | 09-05-1981    | België        |                               |
| Andy Cappelle       | 30-04-1979    | België        |                               |
| Davy Commeyne       | 14-05-1980    | België        | Landbouwkrediet-Euphony       |
| Thomas Degand       | 13-05-1986    | België        |                               |
| Tim De Troyer       | 11-08-1990    | België        | neoprof                       |
| Jempy Drucker       | 13-09-1986    | Luxemburg     |                               |
| Jérôme Gilbert      | 22-01-1984    | België        |                               |
| Gregory Habeaux     | 20-10-1982    | België        |                               |
| Roy Jans            | 15-09-1990    | België        | An Post-Sean Kelly            |
| Danilo Napolitano   | 31-01-1981    | Italië        | Acqua & Sapone                |
| Will Routley        | 23-05-1983    | Canada        | SpiderTech powered by C10     |
| Staf Scheirlinckx   | 12-03-1979    | België        |                               |
| Stefan van Dijk     | 22-01-1976    | Nederland     |                               |
| Jurgen Van Goolen   | 28-11-1980    | België        |                               |
| Kevin Van Melsen    | 01-04-1987    | België        |                               |
| James Vanlandschoot | 26-08-1978    | België        |                               |
| Benjamin Verraes    | 21-02-1987    | België        | Bofrost-Seria/Jong Vlaanderen |
| Nicolas Vogondy     | 08-08-1977    | Frankrijk     | Cofidis                       |
| Stagiairs           |               |               |                               |
| Stefano Nardelli    | 29-11-1993    | Italië        |                               |
| Lander Seynaeve     | 29-05-1992    | België        |                               |

## Belangrijke overwinningen
Driedaagse van West-Vlaanderen
1e etappe: Danilo Napolitano
2008 · 2009 · 2010 · 2011 · 2012 · 2013 · 2014 · 2015 · 2016 · 2017 · 2018 · 2019 · 2020 · 2021 · 2022 · 2023 · 2024 · 2025